# Songkhla United
Der Songkhla United Football Club (Thai: สโมสรฟุตบอลสงขลา ยูไนเต็ด) ist ein thailändischer Fußballclub aus Songkhla, Thailand. Der Verein ist zurzeit gesperrt und spielte bis 2017 in der zweithöchsten Liga des Landes, der Thai League 2.

## Vereinsgeschichte
Gegründet wurde der Verein 2009 als Buriram Football Club. 2012 verlegte man den Standort nach Songkhla und man benannte den Verein in Wuachon United Football Club um. 2013 schloss dich der Verein mit dem ebenfalls in Songkhla beheimateten Songkhla Football Club zusammen und es entstand der heutige Songkhla United Football Club. Die ersten zwei Jahre spielte der Verein in der dritten Liga, der Regional League Division 2 in der Region North/East. Nachdem man 2010 Vizemeister wurde stieg man in die zweite Liga, der Thai Premier League Division 1, auf. Im ersten Jahr wurde man Meister der Liga und stieg in die höchste Liga des Landes, der Thai Premier League, auf. Hier spielte der Club drei Jahre und stieg am Ende der Saison 2014 wieder in die zweite Liga ab. 2017 belegte man den 16. Platz und man stieg in die Thai League 3 ab. Da die Lizenzunterlagen für die Saison 2018 nicht vollständig beim Verband vorgelegt wurden, wurde der Verein für 2 Jahre vom Spielbetrieb ausgeschlossen. Nach Beendigung der Sperre kann der Verein 2020 den Spielbetrieb wieder in der Thai League 4, Southern Region, aufnehmen.

## Stadion
Bis 2017 wurden die Heimspiele im Tinsulanon Stadium in Songkhla ausgetragen. Das Stadion hat ein Fassungsvermögen von 25.000 Personen. Eigentümer sowie Betreiber ist die Sports Authority of Thailand (SAT).

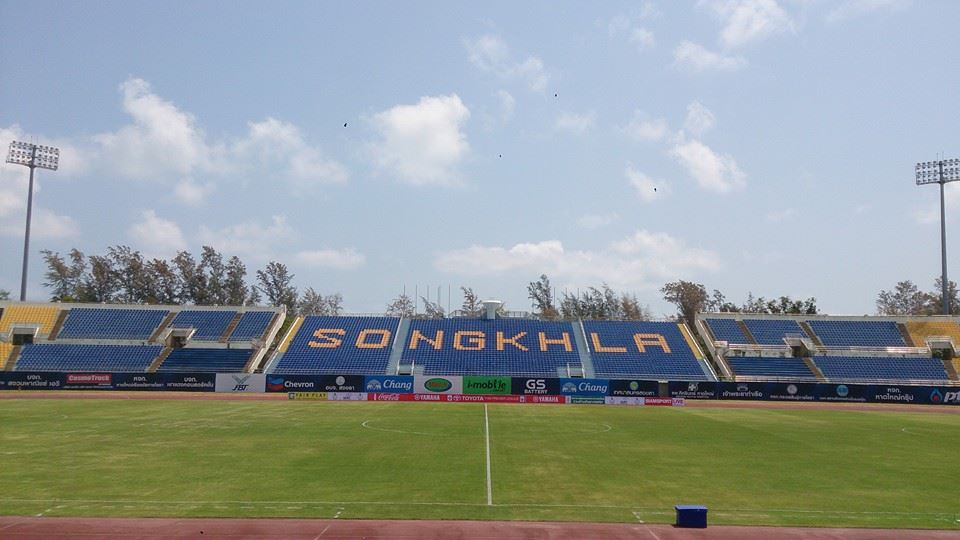
Tinsulanon Stadium – 2014

### Spielstätten seit 2007
| Saison      | Stadion                             | Standort                   | Kapazität | Eigentümer                        | Koordinaten                      |
| ----------- | ----------------------------------- | -------------------------- | --------- | --------------------------------- | -------------------------------- |
| 2009        | Buriram Rajabhat University Stadium | Buriram, Provinz Buriram   | N/A       | Buriram Rajabhat University       | 14° 59′ 25″ N, 103° 5′ 49,4″ O   |
| 2010 – 2011 | I-mobile Stadium                    | Buriram, Provinz Buriram   | 32.600    | Newin Chidchob                    | 14° 56′ 45,3″ N, 103° 6′ 12,5″ O |
| 2012 – 2015 | Tinsulanon Stadium                  | Songkhla, Provinz Songkhla | 25.000    | Sport Authority of Thailand (SAT) | 7° 12′ 24,9″ N, 100° 35′ 54,6″ O |
| 2016 – 2017 | Na Thawi District Stadium           | Songkhla, Provinz Songkhla | 2500      | Na Thawi District                 | 6° 44′ 0,5″ N, 100° 41′ 30,5″ O  |
| 2017        | Tinsulanon Stadium                  | Songkhla, Provinz Songkhla | 25.000    | Sport Authority of Thailand (SAT) | 7° 12′ 24,9″ N, 100° 35′ 54,6″ O |

## Vereinserfolge

### National
- Thai Premier League Division 1

2011 – Meister  ▲
- Regional League Division 2

2010  ▲
- Regional League Division 2 – North/East

2010 – 2. Platz

## Ehemalige Spieler
- Darko Rakočević
- Jules Baga

## Saisonplatzierung
| Saison | Liga                                    | Liga  | Liga   | Liga | Liga | Liga | Liga  | Liga   | Liga     |
| Saison | Liga                                    | Level | Spiele | S    | U    | N    | Tore  | Punkte | Position |
| ------ | --------------------------------------- | ----- | ------ | ---- | ---- | ---- | ----- | ------ | -------- |
| 2009   | Regional League Division 2 – North/East | 3     | 20     | 8    | 7    | 5    | 28:20 | 31     | 4.       |
| 2010   | Regional League Division 2 – North/East | 3     | 30     | 20   | 5    | 5    | 73:28 | 65     | 2. ▲     |
| 2011   | Thai Premier League Division 1          | 2     | 34     | 25   | 8    | 1    | 84:18 | 83     | 1. ▲     |
| 2012   | Thai Premier League                     | 1     | 34     | 9    | 14   | 11   | 46:54 | 41     | 13       |
| 2013   | Thai Premier League                     | 1     | 32     | 7    | 11   | 14   | 30:47 | 32     | 12.      |
| 2014   | Thai Premier League                     | 1     | 38     | 8    | 8    | 22   | 39:72 | 32     | 18. ▼    |
| 2015   | Thai Premier League Division 1          | 2     | 38     | 14   | 9    | 15   | 53:60 | 51     | 11       |
| 2016   | Thai Premier League Division 1          | 2     | 26     | 10   | 9    | 7    | 35:33 | 39     | 6.       |
| 2017   | Thai League 2                           | 2     | 32     | 9    | 7    | 16   | 38:49 | 34     | 16       |
| 2018   | gesperrt                                |       |        |      |      |      |       |        |          |
| 2019   | gesperrt                                |       |        |      |      |      |       |        |          |
| 2020   | Thai League 4 – South                   | 4     |        |      |      |      |       |        |          |

## Beste Torjäger seit 2011
| Saison | Name               | Tore |
| ------ | ------------------ | ---- |
| 2011   | Douglas            | 15   |
| 2012   | Kirati Keawsombat  | 7    |
| 2013   | Manop Sornkaew     | 7    |
| 2014   | Kayne Vincent      | 13   |
| 2015   | Rufino Sánchez     | 15   |
| 2016   | Willen Mota        | 20   |
| 2017   | Giorgi Zimakuridse | 8    |

## Trainer
| Name             | Zeit bei Songkhla United FC | Zeit bei Songkhla United FC |
| Name             | von                         | bis                         |
| ---------------- | --------------------------- | --------------------------- |
| Sasom Pobprasert | 1. August 2011              | 30. November 2011           |
| Jadet Meelarp    | 1. Januar 2012              | 30. November 2013           |
| Phayong Khunnaen | 1. Januar 2014              | 31. Juli 2014               |
| Jason Withe      | 1. Juli 2014                | 30. November 2014           |
| Somchai Makmool  | 1. Januar 2016              | 29. August 2016             |
| Nopporn Eksatra  | 15. Mai 2017                | 30. November 2017           |